# 雷德卡 (英國國會選區)
雷德卡（英語：Redcar），英國國會一自治市選區，包括英格蘭東北部克利夫蘭雷德卡-克利夫兰西北部。始設於1974年。
選區自創設一直支持工黨的候選人，但在2010年大選中自民黨的伊恩·斯華勒斯以45.2%選票勝出該區擊敗尋求連任的維拉·巴爾德，使本區成為當年東北英格蘭兩個自民黨選區之一。